# Maixe
Maixe ist eine französische Gemeinde mit 405 Einwohnern (Stand: 1. Januar 2022) im Département Meurthe-et-Moselle in der Region Grand Est (bis 2015 Lothringen). Die Gemeinde gehört zum Arrondissement Lunéville und zum Kanton Lunéville-1. Die Einwohner werden Maixois genannt.

## Geographie
Maixe liegt etwa 21 Kilometer ostsüdöstlich von Nancy am Sânon und am Canal de la Marne au Rhin. Umgeben wird Maixe von den Nachbargemeinden Drouville im Nordwesten und Norden, Serres im Norden und Nordosten, Einville-au-Jard im Osten, Deuxville im Süden, Anthelupt im Südwesten sowie Crévic im Westen.

## Bevölkerungsentwicklung
| Jahr                       | 1962 | 1968 | 1975 | 1982 | 1990 | 1999 | 2006 | 2019 |
| Einwohner                  | 394  | 350  | 310  | 374  | 387  | 394  | 404  | 412  |
| Quellen: Cassini und INSEE |      |      |      |      |      |      |      |      |

## Sehenswürdigkeiten
- Kirche Saint-Martin, 1896 bis 1898 wieder errichtet

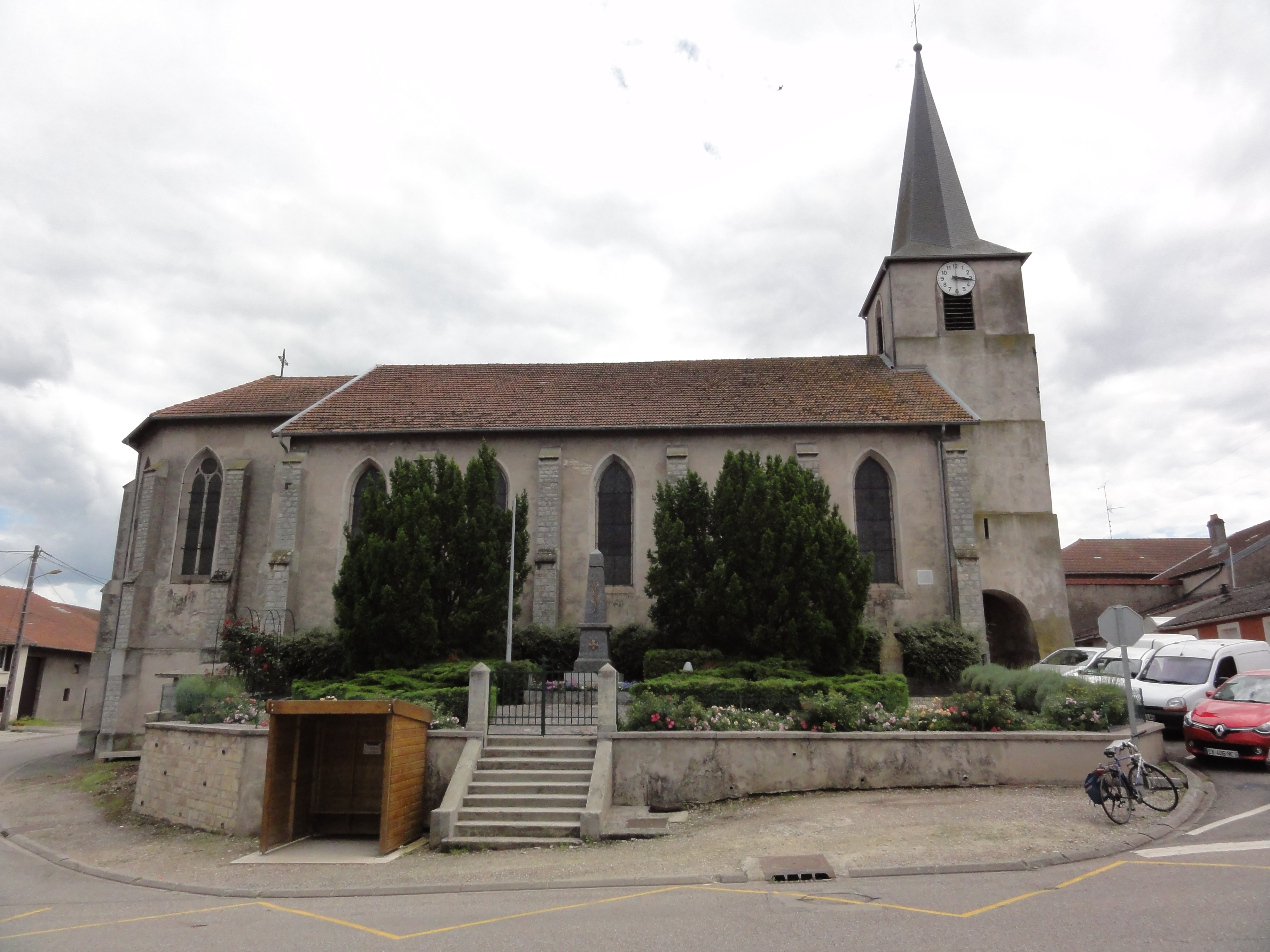
Kirche Saint-Martin